# Winter-Asienspiele 2017/Skispringen
Bei den Winter-Asienspielen 2017 in Sapporo wurden vom 22. bis 25. Februar 2017 drei Wettbewerbe im Skispringen ausgetragen. Austragungsort waren die Ōkurayama- und Miyanomori-Schanze.

## Wettbewerbe

### Einzelspringen Normalschanze
| Platz | Athlet             | Land | Punkte | Weite 1 | Weite 2 |
| ----- | ------------------ | ---- | ------ | ------- | ------- |
| 1     | Yukiya Satō        | JPN  | 254,0  | 98,5    | 94,5    |
| 2     | Yūken Iwasa        | JPN  | 251,0  | 94,0    | 97,5    |
| 3     | Sergei Tkatschenko | KAZ  | 238,0  | 93,5    | 93,5    |
| 4     | Masamitsu Itō      | JPN  | 234,0  | 90,5    | 94,0    |
| 5     | Choi Seou          | KOR  | 222,5  | 93,0    | 86,0    |
| 6     | Naoki Nakamura     | JPN  | 201,5  | 89,0    | 81,5    |
| 7     | Marat Schaparow    | KAZ  | 198,5  | 90,0    | 80,0    |
| 8     | Kim Hyun-ki        | KOR  | 186,5  | 88,0    | 75,5    |

Datum: 21. Februar 2017

### Einzelspringen Großschanze
| Platz | Athlet             | Land | Punkte | Weite 1 | Weite 2 |
| ----- | ------------------ | ---- | ------ | ------- | ------- |
| 1     | Naoki Nakamura     | JPN  | 255,3  | 141,5   | 123,0   |
| 2     | Yūken Iwasa        | JPN  | 247,7  | 133,5   | 124,0   |
| 3     | Marat Schaparow    | KAZ  | 245,7  | 130,5   | 127,0   |
| 4     | Masamitsu Itō      | JPN  | 239,3  | 127,0   | 127,5   |
| 5     | Choi Seou          | KOR  | 238,1  | 132,0   | 121,0   |
| 6     | Sergei Tkatschenko | KAZ  | 228,0  | 129,0   | 122,0   |
| 7     | Yukiya Satō        | JPN  | 216,7  | 133,0   | 112,0   |
| 8     | Choi Heung-chul    | KOR  | 200,3  | 120,5   | 114,0   |

Datum: 24. Februar 2017

### Teamspringen
| Platz | Land                | Sportler                                                                   | Punkte | Weite 1                 | Weite 2                 |
| ----- | ------------------- | -------------------------------------------------------------------------- | ------ | ----------------------- | ----------------------- |
| 1     | Japan               | Yūken Iwasa Yukiya Satō Naoki Nakamura Masamitsu Itō                       | 975,6  | 127,5 126,5 132,0 119,0 | 131,0 128,5 133,0 126,0 |
| 2     | Kasachstan          | Sabyrschan Muminow Konstantin Sokolenko Marat Schaparow Sergei Tkatschenko | 771,0  | 118,5 109,5 127,0 118,5 | 116,5 108,5 122,0 121,0 |
| 3     | Südkorea            | Lee Ju-chan Choi Heung-chul Kim Hyun-ki Choi Seou                          | 726,3  | 096,0 109,0 123,0 123,5 | 093,5 117,5 123,0 117,0 |
| 4     | Volksrepublik China | Sun Jianping Li Chao Yang Guang Tian Zhandong                              | 422,0  | 088,5 088,5 097,5 108,5 | 084,5 084,5 095,0 107,0 |

Datum: 25. Februar 2017